# Parc arboretum du manoir aux loups
Le parc arboretum du manoir aux loups est un parc de 5 hectares situé à Halluin, dans le Nord, près de la frontière belge. Il est aménagé en arboretum par la famille Carissimo, propriétaire du domaine, en 1933. 

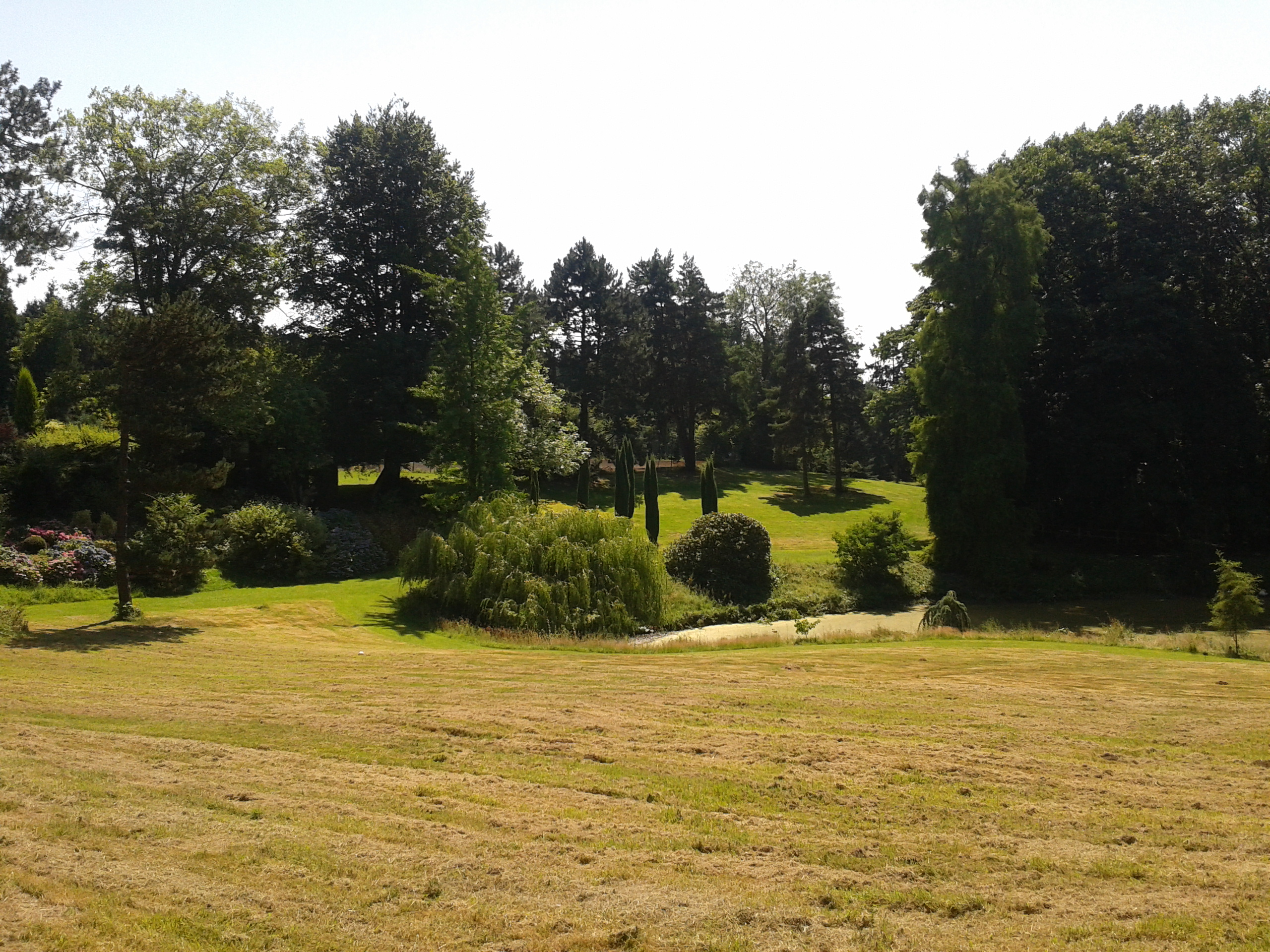
Une vue de l'entrée.

Redessiné en 1950 par le paysagiste anglais Percy S. Cane, le parc comporte environ 320 espèces de conifères, qui représentent environ 70 % des arbres du domaine. Il est classé Jardin remarquable.